# Гарбарня
«Гарбарня» (пол. Garbarnia Kraków от garbarnia — сыромятня) — польский футбольный клуб из Кракова, чемпион страны 1931 года. Выступает в пятом по силе дивизионе польского футбола.

## История
Основанный в 1921 году клуб добился наибольших успехов в конце 1920-х и начале 1930-х годов. В 1928 году после победы и в региональном, и в национальном отборочных турнирах, команда вышла в высшую лигу Польши. В следующем сезоне, приняв участие в чемпионской гонке, «Гарбарня» в итоге финишировала второй. В те годы краковский клуб считался одним из сильнейших в Польше.

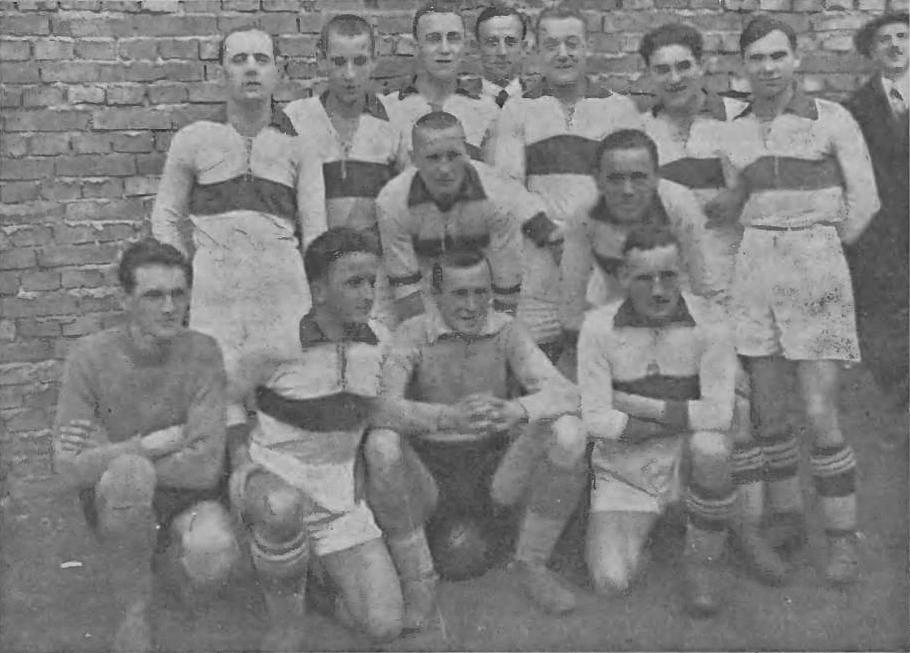
Команда в 1929 году

В 1931 году «Гарбарня» выиграла чемпионат. Доля доморощенных футболистов была невелика — основу составляли приглашённые игроки. В частности, в Кракове выступали сборники Отто Райснер и Карол Пазурек (оба — уроженцы Катовице).
В 1937 году клуб покинул элиту польского футбола, а уже в 1939 году вернулся, но тот сезон был прерван начавшейся Второй мировой войной.
После войны «Гарбарнии» не удалось восстановить прежние позиции. Краковцы долгое время играли во Второй лиге, периодически выигрывая путёвку в Первую, однако не задерживались в ней более, чем на два года. Сезон 1957 года стал последним для команды в Первой лиге. В 1971 году «Гарбарня» вылетела в Третью лигу. В сезоне 2017/2018 клуб, выиграв серию плей-офф, вернулся в Первую лигу Польши спустя более сорока лет.

## Достижения
- Чемпион Польши (1): 1931

## История названий
- 1921–1924 Спортивный клуб „Лауда” (Klub Sportowy „Lauda”)
- 1924–1949 Спортивный клуб „Гарбарня” (Klub Sportowy „Garbarnia”)
- 1949–1951 Спортивное объединение „Профсоюзец” (Zrzeszenie Sportowe „Związkowiec”)
- 1951 Спортивное общество „Текстильщик” (Związkowe Koło Sportowe „Włókniarz”)
- 1951–1971 Отраслевое спортивное общество „Текстильщик” (Terenowe Koło Sportowe „Włókniarz”)
- с 1971 Спортивный клуб рабочих „Гарбарня” (Robotniczy Klub Sportowy „Garbarnia”)